# Campionati del mondo di duathlon del 1994
I Campionati del mondo di duathlon del 1994 si sono tenuti a Hobart, Australia.
Tra gli uomini ha vinto il tedesco Norman Stadler, mentre la gara femminile è andata all'olandese Irma Heeren.

## Risultati

### Élite uomini
| Pos. | Nome            | Paese     | Totale   |
| ---- | --------------- | --------- | -------- |
|      | Norman Stadler  | Germania  | 01:48:29 |
|      | Urs Dellsperger | Svizzera  | 01:50:50 |
|      | Andrew Noble    | Australia | 01:50:32 |

### Élite donne
| Pos. | Nome             | Paese       | Totale   |
| ---- | ---------------- | ----------- | -------- |
|      | Irma Heeren      | Paesi Bassi | 02:03:00 |
|      | Natascha Badmann | Svizzera    | 02:04:37 |
|      | Jackie Gallagher | Australia   | 02:07:15 |